# Postenje (Novi Pazar)
Postenje (Servisch cyrillisch Постење) is een plaats in de Servische gemeente Novi Pazar. De plaats telt 3471 inwoners (2002).